# بابا لنگ‌دراز (رمان)
بابا لنگ‌دراز (به انگلیسی: Daddy Long Legs) یک رمان نامه‌نگارانه دنباله‌دار، اثر آلیس جین وبستر، نویسندهٔ آمریکایی است.

این رمان اولین بار در سال ۱۹۱۲ منتشر شد. این داستان ماجراهای قهرمانش را، که یک دختر جوان به نام «جودی آبوت» است، در سال‌های تحصیل در کالج روایت می‌کند. جودی برای یک مرد ثروتمند و خیّر که تابه‌حال او را ندیده‌است نامه می‌نویسد. 
بابا لنگ‌دراز موفق‌ترین کتاب جِین وبستر است.

## تاریخچه
بابا لنگ‌دراز نخست به‌صورت دنباله‌دار در مجله آمریکایی خانه بانوان منتشر می‌شد که سرانجام در سال ۱۹۱۲ به صورت کتاب منتشر شد و به فروش بالایی دست یافت. این کتاب تنها یک اثر داستانی ساده نبود، بلکه به برانگیزاننده تحرکی برای بهبود وضعیت نگهداری از کودکان یتیم نیز تبدیل شد. در سال ۱۹۱۴ نمایش‌نامه موفقی از آن با اقتباس خود وبستر بر روی صحنه رفت. در سال ۱۹۱۹ نیز فیلمی صامت با بازی مری پیکفورد از روی آن ساخته شد. وبستر در سال ۱۹۱۴ دشمن عزیز را به عنوان دنباله‌ای برای بابا لنگ‌دراز منتشر کرد.
هنگامی که وبستر به دهکده اش بازگشت اولین اثرش، وقتی پتی به دانشکده رفت را نوشت و کمی بعد منتشر کرد. وبستر بابا لنگ دراز را هنگامی که در دهکده ای در ماساچوست بود نوشت و ابتدا به صورت پاورقی در یکی از نشریاات زنان منتشر کرد. این اثر که تقریباً غیر از قسمت ابتدائی آن به صورت نامه نوشته شده در سال ۱۹۱۲ منتشر شد، با استقبال مردم به خصوص جوانان روبرو شد. بعدها رمان دیگری با همین سبک در فضای پرورشگاه به نام دشمن عزیز نوشت.

## داستان کتاب
جروشا ابوت در خانه جان گریر، یک یتیم خانه قدیمی، بزرگ شد. بچه‌ها کاملاً وابسته به خیریه بودند و مجبور بودند لباس‌های دست دوم دیگران را بپوشند. نام کوچک غیرمعمول جروشا توسط سرپرست یتیم خانه از روی سنگ قبر انتخاب شد (او از آن متنفر است و به جای آن از «جودی» استفاده می‌کند)، در حالی که نام خانوادگی او از دفترچه تلفن انتخاب شده است.
یک روز، پس از اینکه هیئت امنای یتیم خانه بازدید ماهانه خود را انجام می‌دهند، جودی توسط متصدی پناهندگی مطلع می‌شود که یکی از متولیان به او پیشنهاد داده است که هزینه‌های تحصیلش در دانشگاه را پرداخت کند. او با معلمان سابقش صحبت کرده و فکر می‌کند که او پتانسیل تبدیل شدن به یک نویسنده عالی را دارد. او شهریه او را پرداخت می‌کند و کمک هزینه ماهانه سخاوتمندانه ای به او می‌دهد. جودی باید یک نامه ماهانه برای او بنویسد زیرا معتقد است که نامه نویسی برای پیشرفت یک نویسنده مهم است. با این حال، او هرگز هویت او را نخواهد دانست. او باید نامه‌ها را به آقای جان اسمیت بفرستد، و او هرگز پاسخ نخواهد داد.
جودی از پشت سایه ای از این شخص خیر می‌بیند و می‌داند که او مردی بلند قد است. به همین دلیل او را به شوخی بابا لنگ دراز صدا می‌کند. او در یک کالج زنان در ساحل شرقی تحصیل می‌کند. او نامه‌های خود را با نقاشی‌های خطی کودکانه، که خود جین وبستر در کتابش خلق کرده است، نشان می‌دهد.
این کتاب به رشد تحصیلی، فردی و اجتماعی جودی می‌پردازد. یکی از اولین کارهایی که او در کالج انجام می‌دهد تغییر نام خود به جودی است. او یک برنامه خواندن دقیق برای خودش طراحی می‌کند و برای به دست آوردن دانش فرهنگی اساسی، که در محیط غم‌انگیز و تاریک یتیم خانه هرگز نداشته است، تلاش می‌کند.
در طول اقامتش، او با سالی مک براید (سرگرم‌کننده‌ترین فرد جهان) و جولیا راتلج پندلتون (کسل کننده‌ترین آدم) دوست می‌شود و با آنها و لئونورا فنتون شام می‌خورد.
پس از آن، جودی از کالج فارغ‌التحصیل شد و به دنبال رؤیای خود برای تبدیل شدن به یک نویسنده است. در این حین، جرویس عموی جولیا از جودی خواستگاری می‌کند و او قبول نمی‌کند، زیرا جودی فکر می‌کند کسی مثل او برای ازدواج با یک پندلتون به اندازه کافی خوب نیست. پس از این، جرویس در سفر خود به کانادا به یک بیماری مهلک مبتلا می‌شود. از سوی دیگر، جودی از اینکه از او برای ملاقات با بابا لنگ دراز در شهر نیویورک دعوت شده بود هیجان زده بود. هنگامی که او به شهر نیویورک می‌رسد، متوجه می‌شود که جرویس بابا لنگ دراز است و در مورد این پیشنهاد تجدید نظر می‌کند و جرویس را به عنوان شوهرش می‌پذیرد.

## اقتباس‌ها
تاکنون چندین فیلم سینمایی و برنامه تلویزیونی از روی این کتاب ساخته شده‌است که برخی از آن‌ها عبارتند از:
- بابا لنگ‌دراز (فیلم ۱۹۱۹) (فیلمی صامت با بازی مری پیکفورد)
- بابا لنگ‌دراز (فیلم ۱۹۳۱) (با بازی جنت گینور)
- بابا لنگ‌دراز (فیلم ۱۹۳۸) (محصول هلند)
- بابا لنگ‌دراز (فیلم ۱۹۵۵)
- بابا لنگ‌دراز (انیمه) (محصول ۱۹۹۰ ژاپن)
- بابا لنگ‌دراز (فیلم ۲۰۰۵) (محصول کره جنوبی)

## نگارخانه

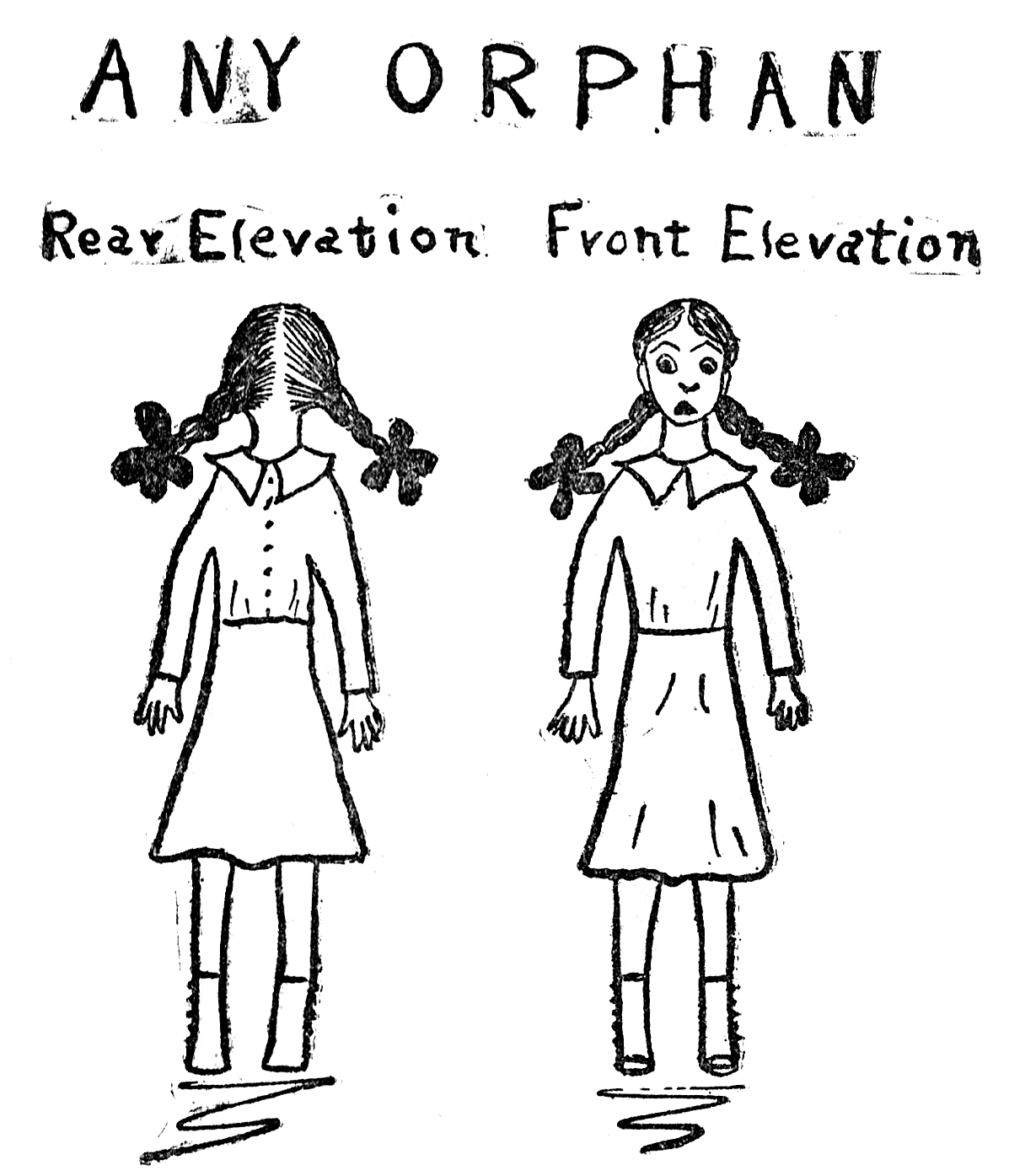
نگاره‌ای از صفحه ۳۵ ویرایش ۱۹۱۹ کتاب
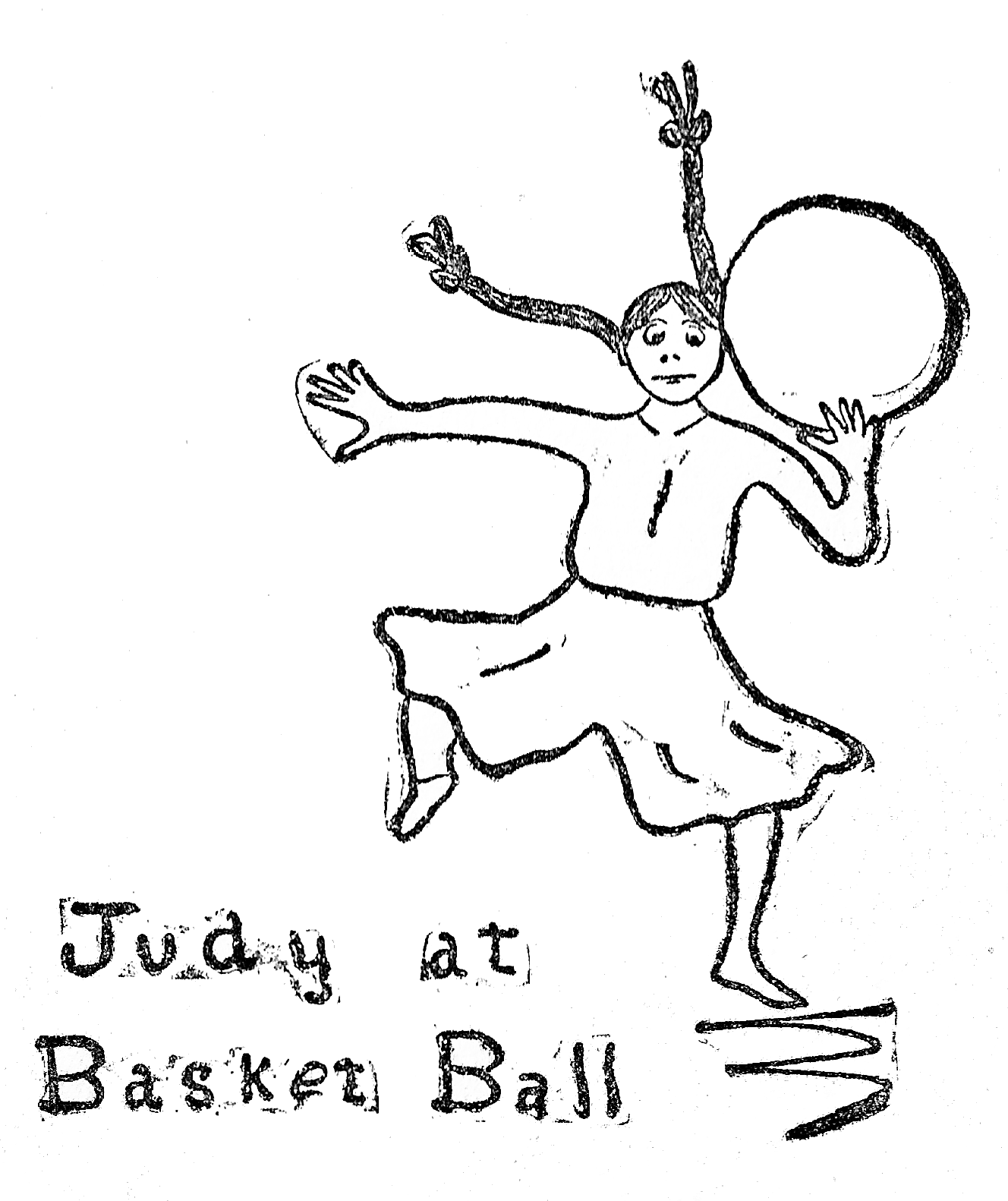
جودی در بسکتبال (صفحه ۴۰)
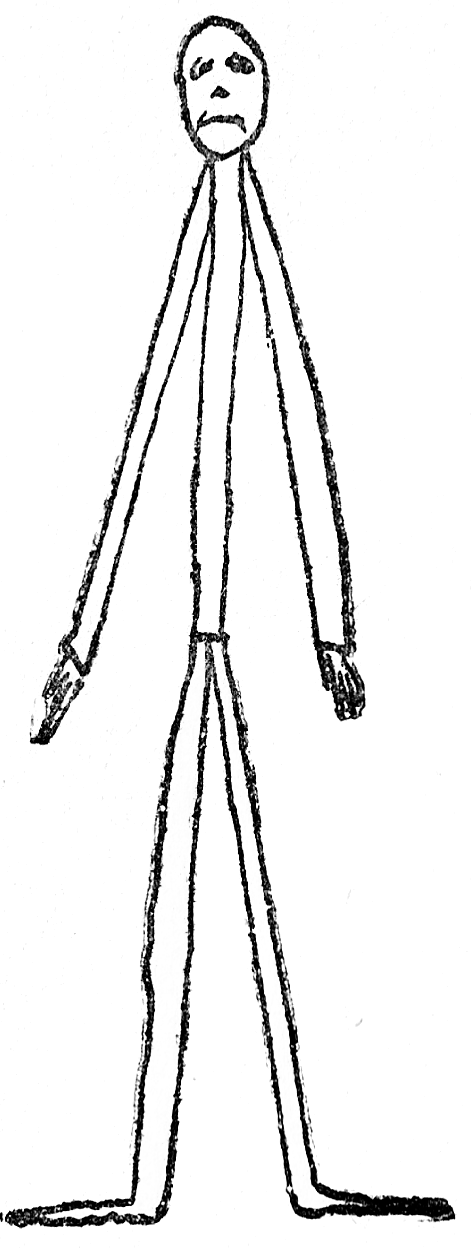
کاریکاتور بابا لنگ دراز اثر جودی (صفحه ۴۵)
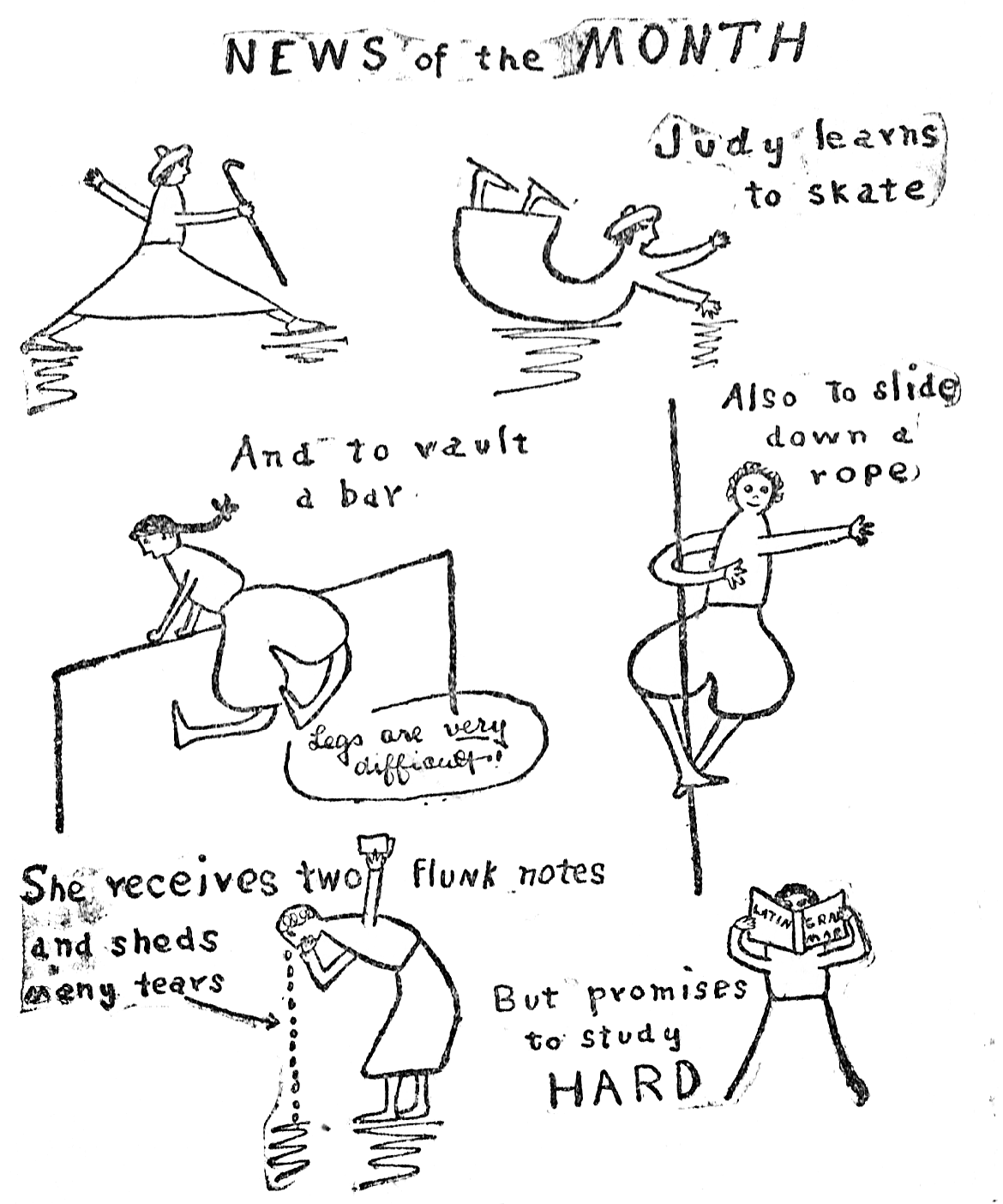
اخبار ماهانه جودی (صفحه ۶۳)
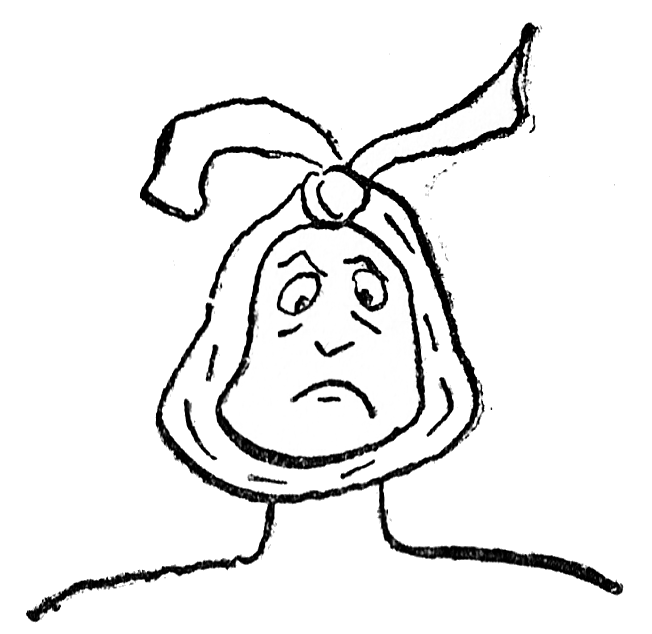
جودی بیمار (صفحه ۶۹)
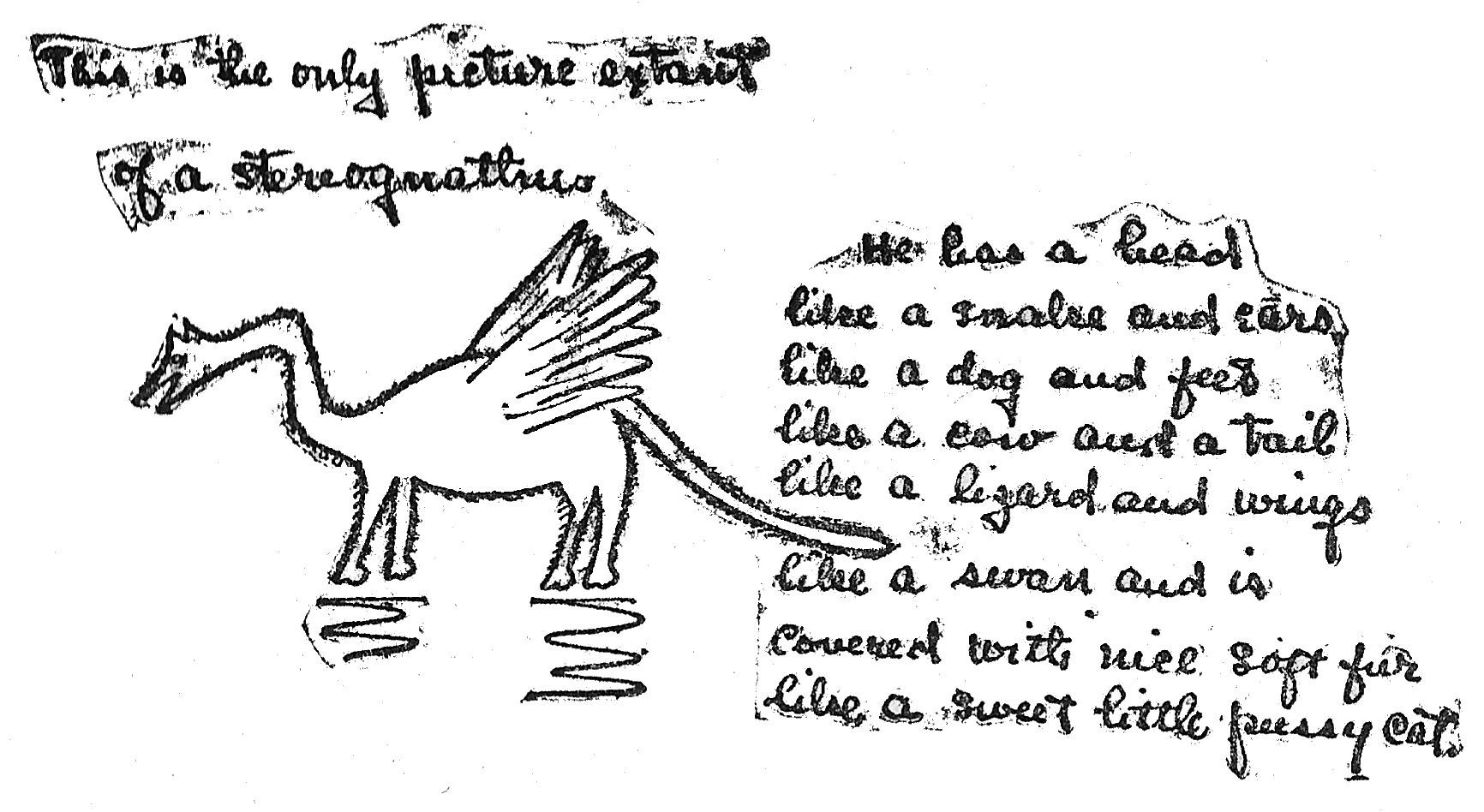
نگاره‌ای در صفحه ۲۰۵ ویرایش ۱۹۱۹ کتاب